# Verbascum tomentosulum
Verbascum tomentosulum är en flenörtsväxtart som beskrevs av Josef Franz Freyn. Verbascum tomentosulum ingår i släktet kungsljus, och familjen flenörtsväxter. Inga underarter finns listade i Catalogue of Life.